# Hypochilus
Genre
Hypochilus est un genre d'araignées aranéomorphes de la famille des Hypochilidae.

## Distribution
Les espèces de ce genre sont endémiques des États-Unis.

## Liste des espèces
Selon World Spider Catalog (version 23.0, 16/03/2022) :
- Hypochilus bernardino Catley, 1994
- Hypochilus bonneti Gertsch, 1964
- Hypochilus coylei Platnick, 1987
- Hypochilus gertschi Hoffman, 1963
- Hypochilus jemez Catley, 1994
- Hypochilus kastoni Platnick, 1987
- Hypochilus petrunkevitchi Gertsch, 1958
- Hypochilus pococki Platnick, 1987
- Hypochilus sheari Platnick, 1987
- Hypochilus thorelli Marx, 1888
- Hypochilus xomote Hedin & Ciaccio, 2022

## Publication originale
- Marx, 1888 : « On a new and interesting spider. » Entomologica Americana, vol. 4, p. 160-162.